# The Deadly Assassin
The Deadly Assassin (El asesino letal) es el tercer serial de la 14.ª temporada de la serie británica de ciencia ficción Doctor Who, emitido originalmente en cuatro episodios semanales del 30 de octubre al 20 de noviembre de 1976. Destaca por ser la única historia de la serie clásica en la que el Doctor no tiene ningún acompañante, tras la marcha de Sarah Jane Smith en la historia anterior y la entrada de Leela en la siguiente.

## Argumento
El Cuarto Doctor llega a Gallifrey tras recibir una misteriosa convocatoria de los Señores del Tiempo y tener una visión precognitiva del asesinato del presidente de los Señores del Tiempo. Pero al llegar, la TARDIS es rodeada por estos, y el Doctor se da cuenta de que los Señores del Tiempo no le habían llamado. Todo forma parte de una trama urdida por el enemigo acérrimo del Doctor, el Amo.

### Continuidad
El personaje de Borusa reaparecerá en The Invasion of Time, Arc of Infinity y The Five Doctors, cada vez por un actor diferente al haberse regenerado Borusa. También ha ido ascendiendo en el escalafón en cada historia: por orden, cardenal, canciller, presidente y Señor Presidente Supremo. A la Tierra le dan el nombre de Sol 3, nombre que se usará de nuevo en The Invasion of Time, El último de los Señores del Tiempo y El viaje de los condenados.
En la historia se presenta el personaje de Rassilon quien, junto con Omega (presentado en The Three Doctors) forman la figura central de la mitología de los Señores del Tiempo. Cuando se menciona a Rassilon por primera vez, el Doctor pregunta quién es, con ambigüedad de si conocía el nombre o no anteriormente. También es la primera historia en la que se establece que hay una limitación en el número de veces que un Señor del Tiempo se puede regenerar, y que este número es doce. Sin embargo, ninguno de los Señores del Tiempo que mueren en el episodio parecen regenerarse. Se establece también la Matriz o red APC. En The Invasion of Time se establece que el presidente tiene control absoluto de la Matriz. Omega logra hacerse con su control en Arc of Infinity y el robo de información secreta de la Matriz inicia los sucesos de The Trial of a Time Lord.
Se menciona el juicio y posterior exilio a la Tierra del Doctor en The War Games y el levantamiento de la sanción en The Three Doctors. Omega apresará al Quinto Doctor en la Matriz en Arc of Infinity, y el Sexto Doctor librará una batalla con el Valeyard en los episodios finales de The Trial of a Time Lord. La fuente de energía de los Señores del Tiempo y de la TARDIS es el Ojo de la Armonía, el núcleo de un agujero negro que descansa bajo la ciudadela de Gallifrey. El Ojo, un enlace a este, aparece dentro de la TARDIS en la película de 1996. Uno de los artefactos que controlan el Ojo de la Armonía es la gran llave de Rassilon, una gran vara de ebonita.

## Producción
| Episodio          | Fecha de emisión        | Duración | Espectadores en millones | Estado en el archivo  |
| ----------------- | ----------------------- | -------- | ------------------------ | --------------------- |
| Episodio 1        | 30 de octubre de 1976   | 21:13    | 11,8                     | Cinta original en PAL |
| Episodio 2        | 6 de noviembre de 1976  | 24:44    | 12,1                     | Cinta original en PAL |
| Episodio 3        | 13 de noviembre de 1976 | 24:24    | 13                       | Cinta original en PAL |
| Episodio 4        | 20 de noviembre de 1976 | 24:23    | 11,8                     | Cinta original en PAL |
| [ 2 ] [ 3 ] [ 4 ] |                         |          |                          |                       |

Robert Holmes dijo sobre The Deadly Assassin que fue complicado escribir un guion sin nadie con el que el Doctor compartiera sus pensamientos y planes, el papel habitual del acompañante. Entre los títulos temporales de la historia se incluye The Dangerous Assassin (El asesino peligroso). Holmes cambió el "peligroso" por "letal" porque no le gustaba cómo sonaba el título original. El título final es en teoría una tautología, ya que un buen asesino por definición debe ser letal. Sin embargo, como los Señores del Tiempo en general sobreviven a la muerte y las víctimas del asesino no lo hacían, el "letal" viene por ese motivo. Además, en los comentarios del DVD, Holmes replicó que el título no era una tautología, ya que hay un buen número de asesinos incompetentes.
El episodio comienza con una narración en off de Tom Baker hablando de los Señores del Tiempo en tercera persona, sobre un texto similar al que aparece en la saga La guerra de las galaxias, aunque The Deadly Assassin fue anterior al estreno de la primera película de esa franquicia por seis meses.

## Emisión
El cliffhanger del episodio 3, en el que Goth sujeta la cabeza del Doctor bajo el agua intentando ahogarle, provocó durísimas críticas, sobre todo de la adalid de la decencia en televisión Mary Whitehouse. Solía citarlo en entrevistas como una de las escenas más aterradoras de Doctor Who, diciendo que los niños no sabrían si el Doctor sobrevivía hasta la semana siguiente, y que durante todo ese tiempo iban a tener en sus mentes esa imagen tan fuerte. Tras la emisión inicial, se editó la cinta original para cortar ese final. Sin embargo, sobrevivieron grabaciones domésticas de la emisión en U-matic con el final intacto, y se usaron para restaurarlo en los lanzamientos posteriores en VHS y DVD.

## Lanzamientos comerciales
La historia se publicó en VHS en marzo de 1989 en formato ómnibus, solo en Estados Unidos. En Reino Unido se publicó en VHS en formato episódico en octubre de 1991. Volvería a publicarse remasterizado en una compilación exclusiva en 2002 con una versión de mejor calidad del cliffhanger del episodio 3. La publicación en DVD se hizo el 11 de mayo de 2009, y volvería a publicarse en el número 52 de Doctor Who DVD Files, el 29 de diciembre de 2010.